# 趙序
趙序（？—145年），东汉官员。
趙序担任中郎將。建康元年（144年），九江郡范容、周生等聚众反汉，屯聚歷陽。永嘉元年（145年），廣陵郡張嬰等再次聚眾數千人反汉，據守廣陵。朝廷求得將帥，三公推舉滕撫有文武才，拜為九江都尉，與趙序帮助馮緄合州郡兵數萬人共討張嬰。拜滕撫中郎將，督揚徐二州事。十一月丙午，中郎將滕撫擊破張嬰，斬獲千餘人。趙序因为畏懦不進，取錢縑三百七十五萬，假增首級，十一月丁未，中郎將趙序棄市。